# Tyrannidae
La familia de los tiránidos (Tyrannidae) incluye más de cuatrocientas cuarenta especies en más de cien géneros de aves paseriformes americanas, con variados nombres comunes. Habitan en todo el continente americano, salvo el extremo norte ártico. En América del Sur hay más especies de tiránidos que de cualquier otra familia.

## Distribución por hábitats
Las aves de esta familia se han irradiado a todos los hábitats posibles, desde selvas montanas tropicales hasta pastizales áridos en la Patagonia y los Andes. En muchas áreas se cuentan entre las aves más numerosas y conspícuas, a pesar de que la mayor diversidad se encuentra en bosques húmedos de baja altitud. Algunos son fuertemente migratorios, unas pocas especies viniendo desde América del Norte hacia regiones más cálidas en los inviernos boreales, otras moviéndose al norte durante el invierno austral.
El número de especies de tiránidos es muy variable en los distintos hábitats. La mayor diversidad (hasta noventa especies) corresponde a las selvas tropicales siempreverdes, mientras que la menor (sólo una especie) se encuentra en ríos, palmeras, bosques arenosos, márgenes de selvas caducifolias, bosques templados meridionales y sus márgenes, matorral húmedo y semihúmedo de montaña y praderas templadas septentrionales.
La especialización de los tiránidos ha sido muy intensa en las selvas siempreverdes: en las selvas de tierras bajas se cuentan 49 especies endémicas, y en las de montaña, 46. Geográficamente, la mayor riqueza de especies se encuentran en Colombia,  en la costa meridional de Brasil y las regiones de Manabí (Ecuador) y Tumbes (Perú).[cita requerida]

## Características
Las generalizaciones para esta familia son difíciles. La mayoría de las especies son de colorido apagado, sin embargo algunos son de patrón bien diferenciado o colorido (o ambos). La mayoría son aves pequeñas, pero unos pocos son bastante grandes. El menor de todos es la minúscula mosqueta colicorta (Myiornis ecaudatus ), que mide 6,5 cm y pesa 4 a 5 g, es ligeramente menor que su congénere la mosqueta capirotada (Myiornis atricapillus) y considerado el menor paseriforme del mundo, muchas veces confundido con un insecto; el mayor es el mero o gaucho grande (Agriornis lividus) que mide 28 a 28,5 cm y pesa 99 g. Esto sin llevar en consideración unas pocas especies como el yetapá grande ( Gubernetes yetapa ), la tijereta rosada (Tyrannus forficatus) y la tijereta sabanera (Tyrannus savana), que tienen un largo total de hasta 41 cm, pero esto es debido principalmente a sus colas extremadamente largas, la tijereta sabanera tiene las plumas de la cola más largas que cualquier ave conocida.

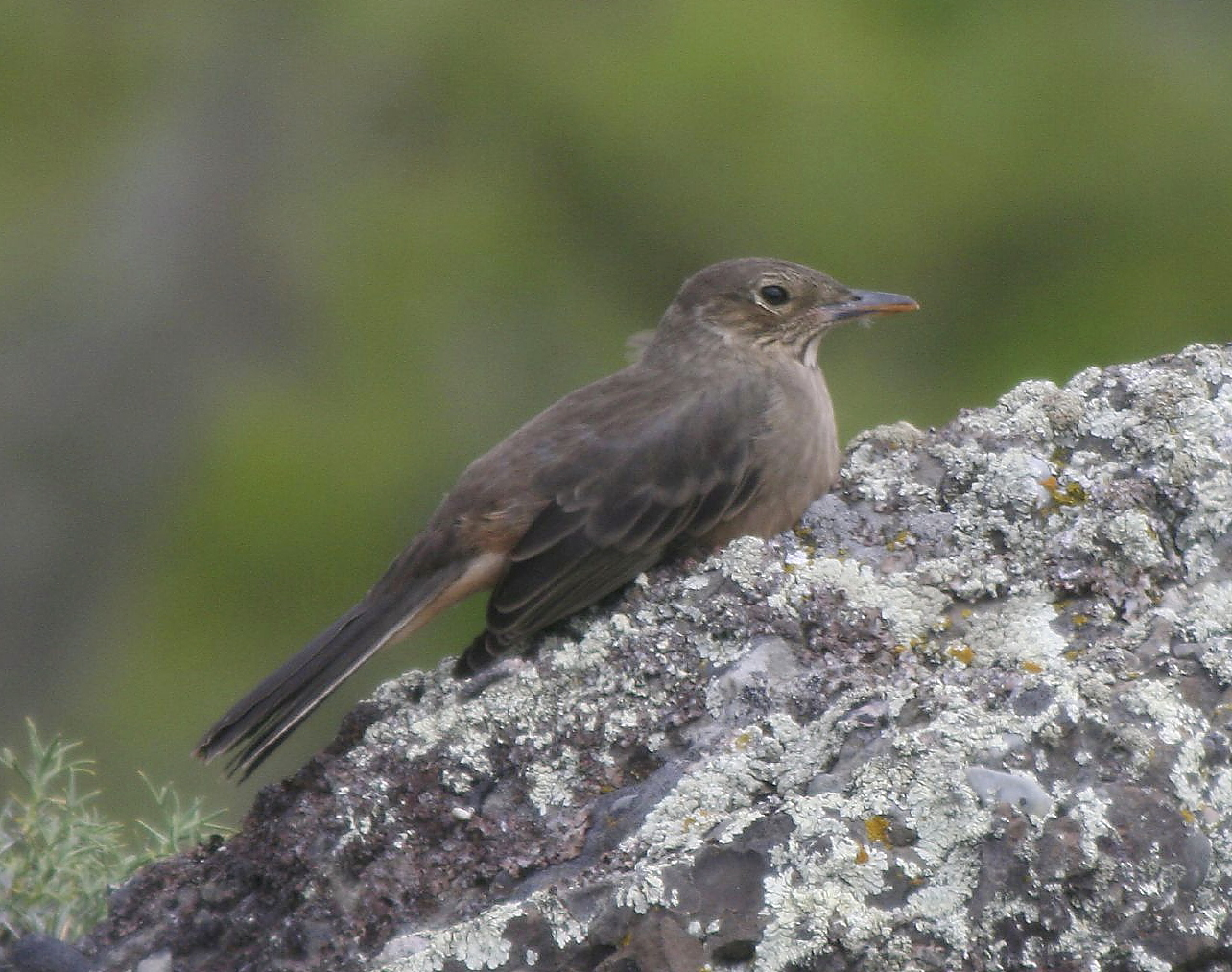
Agriornis lividus, el mayor tiránido.

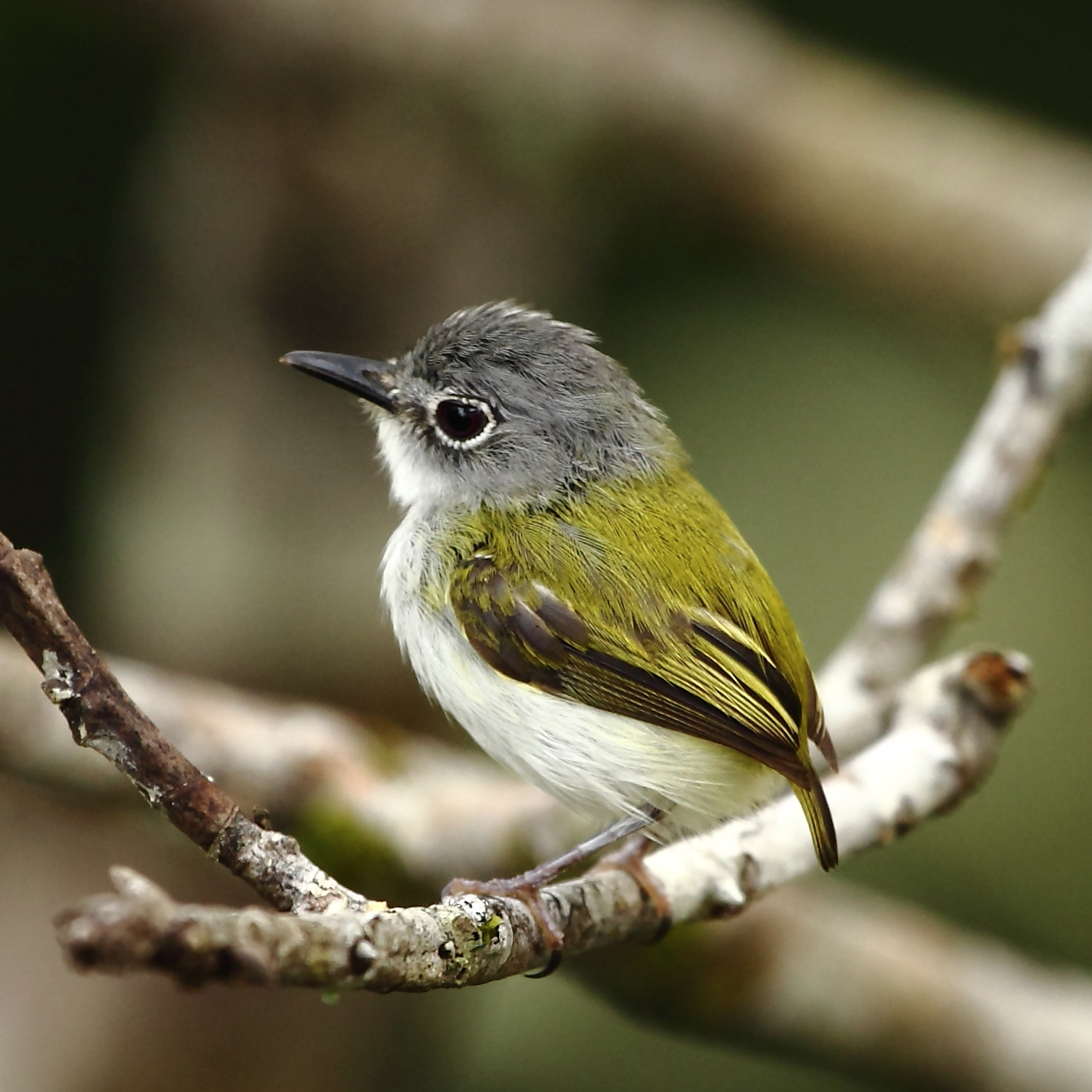
Myiornis ecaudatus, el menor paseriforme del mundo.

Su plumaje es generalmente una combinación variada de negro, pardo, blanco, amarillo y verde. Muchos tienen una cresta eréctil. La familia presenta una gran diversidad en las proporciones corporales, la forma y la estructura del pico, y la longitud de las patas. Se parecen superficialmente a los mosquiteros, currucas, etc. del Viejo Mundo (familia Muscicapidae), pero no están emparentados estrechamente con ellos; en general son más robustos y tienen el pico más fuerte. Tienen alas puntiagudas. Su boca situada en la parte basal del pico, presenta vibrisas (plumas especiales) largas, que les sirven para atrapar los insectos con más facilidad, generando una especie de embudo.[cita requerida]

## Comportamiento
La mayoría de los tiránidos son conspícuos, pero algunos son notorios por permanecer escondidos en la densa maleza. Son aves muy territoriales, agresivas con otras aves de presa que sobrevuelan sus territorios. Las tijeretas sabaneras Tyrannus savana llegan a picotear en vuelo a especies como caracara carancho (Polyborus plancus), caracara chimango (Milvago chimango), cernícalo americano (Falco sparverius), entre otras aves rapaces.[cita requerida]

### Alimentación
La mayoría se alimenta de insectos que busca en el follaje pero un número substancial los captura en vuelo a partir de perchas (ramas altas en las árboles) mientras otros son más o menos terrestres; algunos consumen frutos, especialmente cuando no están en época reproductiva.

### Reproducción
El formato del nido y su colocación varía ampliamente.

### Vocalización
Muchos son muy vocales, y la voz es a menudo clave para su identificación, mientras otros son esencialmente mudos.

## Estado de conservación

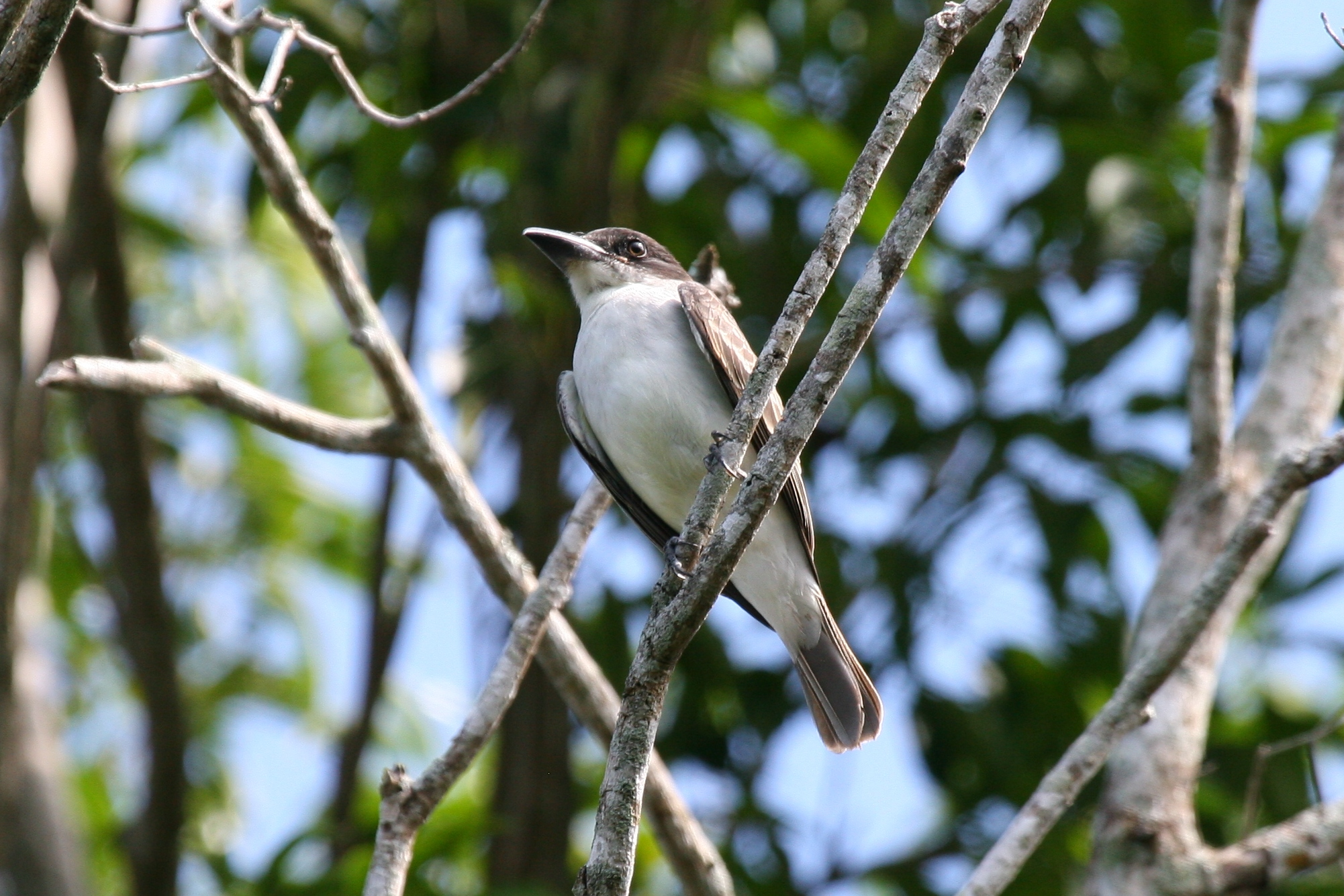
El tirano cubano (Tyrannus cubensis), ave amenazada de extinción.

De acuerdo con la Unión Internacional para la Conservación de la Naturaleza (IUCN), la situación de conservación en el mes de agosto de 2023, de las 450 especies listadas por Birdlife International y Aves del Mundo, es la siguiente:
- EX Extinta: una especie, el endemismo de las Islas Galápagos, mosquero de San Cristóbal (Pyrocephalus dubius), visto por última vez en 1987, y antes considerado una subespecie de Pyrocephalus rubinus.[5]
- CR Críticamente amenazada: dos especies (0,4% de los tiránidos); el cotinguita reyezuelo (Calyptura cristata), fue avistado en 1996 después de 100 años desaparecido, y desde entonces no fue más registrado;[6] y el orejerito de Alagoas Phylloscartes ceciliae, ambas endémicas de Brasil.
- EN Amenazadas de extinción: ocho especies (1,8% de los tiránidos); incluyendo dos endemismos brasileños: los orejeritos de Bahía (Phylloscartes beckeri) y de Minas Gerais (Phylloscartes roquettei); un endemismo peruano, el titirijí de Lulu (Poecilotriccus luluae) y uno peruano-boliviano, el cachudito pechicenizo (Anairetes alpinus); dos endemismos colombianos: el orejerito antioqueño (Phylloscartes lanyoni) y el birro de Santa Marta (Myiotheretes pernix); un endemismo venezolano: el mosquerito de Paria (Phyllomyias urichi); y un endemismo cubano: el tirano cubano (Tyrannus cubensis).
- VU Vulnerables: 20 especies (4,4% de los tiránidos).
- NT Casi amenazadas: 23 especies (5,1% de los tiránidos).
- LC Preocupación menor: 396 especies (88% de los tiránidos).

## Sistemática
La familia Tyrannidae fue introducida por el zoólogo irlandés Nicholas Aylward Vigors en 1825 en una clasificación científica de aves. El género tipo es Tyrannus Lacépède, 1799.

### Actualidades taxonómicas
Los amplios estudios genético-moleculares y morfológicos realizados por diversos autores, destacando Ohlson et al. (2007), Tello & Bates (2007) Ohlson et al. (2008) y Tello et al. (2009), descubrieron una cantidad de relaciones novedosas dentro de los paseriformes subóscinos, y específicamente dentro de la familia Tyrannidae que todavía no están reflejados en la mayoría de las clasificaciones. Siguiendo estos estudios, Ohlson et al. (2013) propusieron dividir a Tyrannidae, desde la clasificación anterior (básicamente la propuesta por Fitzpatrick (2004)), en las siguientes familias, algunas de las cuales son nuevas creaciones: 
- Onychorhynchidae Tello, Moyle, Marchese & Cracraft, 2009
- Pipritidae Ohlson,  Irestedt, Ericson & Fjeldså, 2013.
- Platyrinchidae Bonaparte, 1854
- Tachurididae Ohlson, Irestedt, Ericson & Fjeldså, 2013
- Rhynchocyclidae Berlepsch, 1907
- Tyrannidae Vigors, 1825

El Comité Brasileño de Registros Ornitológicos (CBRO) y Avibase ya adoptan esta nueva clasificación  mientras el Comité de Clasificación de Sudamérica (SACC) aguarda propuestas para analizar los cambios.
El árbol filogénetico presentado a seguir, conforme Ohlson et al. (2013), muestra la clasificación completa propuesta para la superfamilia Tyrannoidea con las respectivas subdivisiones (clados), en subfamilias y tribus de cada una de las familias arriba descritas y los géneros agrupados en cada una de ellas.
El género Piprites estuvo incluido tradicionalmente en la familia Pipridae. Esa clasificación fue cuestionada desde 1971, cuando se propuso su inclusión en la familia Tyrannidae, hipótesis que fue corroborada por estudios genéticos de Tello et al. (2009) Más recientemente, a partir de los estudios de filogenia molecular de Ohlson et al. (2013) se ha propuesto una nueva familia exclusiva para el género Piprites: Pipritidae. El SACC, sin embargo, mantuvo este género en incertae sedis (de posición incierta) por un tiempo y rechazó la Propuesta no 732 de reconocimiento de la nueva familia; posteriormente, en la Propuesta no 827, se reconoció la familia Onychorhynchidae y se aprobó la división de Tyrannidae en tres subfamilias: Pipritinae, Platyrinchinae (incluyendo Platyrinchus, Neopipo y Calyptura) y todo el resto (reconocidamente de forma provisoria) en Tyranninae.

### Cladograma propuesto para la superfamilia Tyrannoidea
De acuerdo  Ohlson et al. 2013.

|  | Tityrinae        |
|  |                  |
|  | Schiffornithinae |
|  |                  |

|  | Pipromorphinae: Mionectes, Leptopogon, Pseudotriccus, Corythopis, Phylloscartes, Pogonotriccus                                       |
|  | |
|  | Rhynchocyclinae: Rhynchocyclus, Tolmomyias                                                                                           |
|  | |
|  | Todirostrinae: Taeniotriccus, Cnipodectes, Todirostrum, Poecilotriccus, Myiornis, Hemitriccus, Atalotriccus, Lophotriccus, Oncostoma |
|  | |

|  | Euscarthmini: Zimmerius, Stigmatura, Camptostoma, Inezia, Euscarthmus, Ornithion, Phyllomyias (excepto el grupo fasciatus), Mecocerculus (el grupo poecilocercus)                                                                          |
|  | |
|  | Elaeniini: Elaenia, Tyrannulus, Myiopagis, Suiriri, Capsiempis, Phyllomyias (grupo fasciatus), Phaeomyias, Nesotriccus,, Pseudelaenia, Mecocerculus leucophrys, Anairetes, Uromyias, Polystictus, Culicivora, Pseudocolopteryx, Serpophaga |
|  | |

|  | Attila, Legatus, Ramphotrigon |
|  | |
|  | Myiarchini: Casiornis, Sirystes, Rhytipterna, Myiarchus |
|  | |
|  | Tyrannini: Pitangus, Philohydor, Machetornis, Tyrannopsis, Megarynchus, Myiodynastes, Conopias, Phelpsia, Myiozetetes, Empidonomus, Griseotyrannus, Tyrannus |
|  | |

|  | Colonia, Myiophobus (grupo fasciatus) |
|  | |
|  | Fluvicolini: Ochthoeca, Silvicultrix, Tumbezia, Myiophobus (el grupo roraimae), Colorhamphus, Sublegatus, Pyrocephalus, Fluvicola, Arundinicola, Gubernetes, Alectrurus, Muscipipra |
|  | |
|  | Contopini: Ochthornis, Cnemotriccus, Lathrotriccus, Aphanotriccus, Mitrephanes, Empidonax, Sayornis, Contopus, Xenotriccus                                                          |
|  | |
|  | Xolmiini: Lessonia, Hymenops, Knipolegus, Satrapa, Muscisaxicola, Cnemarchus, Polioxolmis, Xolmis, Neoxolmis, Agriornis, Myiotheretes                                               |
|  | |

|  | Euscarthmini: Zimmerius, Stigmatura, Camptostoma, Inezia, Euscarthmus, Ornithion, Phyllomyias (excepto el grupo fasciatus), Mecocerculus (el grupo poecilocercus)                                                                          |
|  | |
|  | Elaeniini: Elaenia, Tyrannulus, Myiopagis, Suiriri, Capsiempis, Phyllomyias (grupo fasciatus), Phaeomyias, Nesotriccus,, Pseudelaenia, Mecocerculus leucophrys, Anairetes, Uromyias, Polystictus, Culicivora, Pseudocolopteryx, Serpophaga |
|  | |

|  | Attila, Legatus, Ramphotrigon |
|  | |
|  | Myiarchini: Casiornis, Sirystes, Rhytipterna, Myiarchus |
|  | |
|  | Tyrannini: Pitangus, Philohydor, Machetornis, Tyrannopsis, Megarynchus, Myiodynastes, Conopias, Phelpsia, Myiozetetes, Empidonomus, Griseotyrannus, Tyrannus |
|  | |

|  | Colonia, Myiophobus (grupo fasciatus) |
|  | |
|  | Fluvicolini: Ochthoeca, Silvicultrix, Tumbezia, Myiophobus (el grupo roraimae), Colorhamphus, Sublegatus, Pyrocephalus, Fluvicola, Arundinicola, Gubernetes, Alectrurus, Muscipipra |
|  | |
|  | Contopini: Ochthornis, Cnemotriccus, Lathrotriccus, Aphanotriccus, Mitrephanes, Empidonax, Sayornis, Contopus, Xenotriccus                                                          |
|  | |
|  | Xolmiini: Lessonia, Hymenops, Knipolegus, Satrapa, Muscisaxicola, Cnemarchus, Polioxolmis, Xolmis, Neoxolmis, Agriornis, Myiotheretes                                               |
|  | |

|  | Tityrinae        |
|  |                  |
|  | Schiffornithinae |
|  |                  |

|  | Pipromorphinae: Mionectes, Leptopogon, Pseudotriccus, Corythopis, Phylloscartes, Pogonotriccus                                       |
|  | |
|  | Rhynchocyclinae: Rhynchocyclus, Tolmomyias                                                                                           |
|  | |
|  | Todirostrinae: Taeniotriccus, Cnipodectes, Todirostrum, Poecilotriccus, Myiornis, Hemitriccus, Atalotriccus, Lophotriccus, Oncostoma |
|  | |

|  | Euscarthmini: Zimmerius, Stigmatura, Camptostoma, Inezia, Euscarthmus, Ornithion, Phyllomyias (excepto el grupo fasciatus), Mecocerculus (el grupo poecilocercus)                                                                          |
|  | |
|  | Elaeniini: Elaenia, Tyrannulus, Myiopagis, Suiriri, Capsiempis, Phyllomyias (grupo fasciatus), Phaeomyias, Nesotriccus,, Pseudelaenia, Mecocerculus leucophrys, Anairetes, Uromyias, Polystictus, Culicivora, Pseudocolopteryx, Serpophaga |
|  | |

|  | Attila, Legatus, Ramphotrigon |
|  | |
|  | Myiarchini: Casiornis, Sirystes, Rhytipterna, Myiarchus |
|  | |
|  | Tyrannini: Pitangus, Philohydor, Machetornis, Tyrannopsis, Megarynchus, Myiodynastes, Conopias, Phelpsia, Myiozetetes, Empidonomus, Griseotyrannus, Tyrannus |
|  | |

|  | Colonia, Myiophobus (grupo fasciatus) |
|  | |
|  | Fluvicolini: Ochthoeca, Silvicultrix, Tumbezia, Myiophobus (el grupo roraimae), Colorhamphus, Sublegatus, Pyrocephalus, Fluvicola, Arundinicola, Gubernetes, Alectrurus, Muscipipra |
|  | |
|  | Contopini: Ochthornis, Cnemotriccus, Lathrotriccus, Aphanotriccus, Mitrephanes, Empidonax, Sayornis, Contopus, Xenotriccus                                                          |
|  | |
|  | Xolmiini: Lessonia, Hymenops, Knipolegus, Satrapa, Muscisaxicola, Cnemarchus, Polioxolmis, Xolmis, Neoxolmis, Agriornis, Myiotheretes                                               |
|  | |

|  | Euscarthmini: Zimmerius, Stigmatura, Camptostoma, Inezia, Euscarthmus, Ornithion, Phyllomyias (excepto el grupo fasciatus), Mecocerculus (el grupo poecilocercus)                                                                          |
|  | |
|  | Elaeniini: Elaenia, Tyrannulus, Myiopagis, Suiriri, Capsiempis, Phyllomyias (grupo fasciatus), Phaeomyias, Nesotriccus,, Pseudelaenia, Mecocerculus leucophrys, Anairetes, Uromyias, Polystictus, Culicivora, Pseudocolopteryx, Serpophaga |
|  | |

|  | Attila, Legatus, Ramphotrigon |
|  | |
|  | Myiarchini: Casiornis, Sirystes, Rhytipterna, Myiarchus |
|  | |
|  | Tyrannini: Pitangus, Philohydor, Machetornis, Tyrannopsis, Megarynchus, Myiodynastes, Conopias, Phelpsia, Myiozetetes, Empidonomus, Griseotyrannus, Tyrannus |
|  | |

|  | Colonia, Myiophobus (grupo fasciatus) |
|  | |
|  | Fluvicolini: Ochthoeca, Silvicultrix, Tumbezia, Myiophobus (el grupo roraimae), Colorhamphus, Sublegatus, Pyrocephalus, Fluvicola, Arundinicola, Gubernetes, Alectrurus, Muscipipra |
|  | |
|  | Contopini: Ochthornis, Cnemotriccus, Lathrotriccus, Aphanotriccus, Mitrephanes, Empidonax, Sayornis, Contopus, Xenotriccus                                                          |
|  | |
|  | Xolmiini: Lessonia, Hymenops, Knipolegus, Satrapa, Muscisaxicola, Cnemarchus, Polioxolmis, Xolmis, Neoxolmis, Agriornis, Myiotheretes                                               |
|  | |

## Lista sistemática de géneros y especies
Según las clasificaciones del Congreso Ornitológico Internacional (IOC), y Clements Checklist/eBird la familia agrupa a los siguientes géneros y especies, con las diferencias taxonómicas entre ellas, así como también de las clasificaciones Aves del Mundo (HBW) y Birdlife International (BLI), comentadas en Notas taxonómicas. Los taxones para los cuales no hay completo acuerdo sobre su categoría de especie plena o de subespecie, exhiben el nombre de la nominal entre paréntesis. Los nombres en español son los adoptados por la Sociedad Española de Ornitología (SEO), excepto aquellos entre paréntesis, que son los atribuidos por Aves del Mundo u otros.

### Subfamilia Pipritinae
| Imagen | Género / Autor         | Especies / Nombres comunes                                                                                                  |
| ------ | ---------------------- | --- |
|        | Piprites Cabanis, 1847 | - Piprites griseiceps — piprites cabecigrís; - Piprites chloris — piprites verde; - Piprites pileata — piprites capirotado. |

### Subfamilia Platyrinchinae
| Imagen | Género / Autor                      | Especies / Nombres comunes |
| ------ | ----------------------------------- | --- |
|        | Neopipo P.L. Sclater & Salvin, 1869 | - Neopipo cinnamomea — mosquerito canelo. |
|        | Calyptura Swainson, 1832            | - Calyptura cristata — cotinguita reyezuelo. |
|        | Platyrinchus Desmarest, 1805        | - Platyrinchus saturatus — picoplano cresticanela - Platyrinchus cancrominus — picoplano rabón; - Platyrinchus mystaceus — picoplano bigotudo (oriental); - Platyrinchus (mystaceus) albogularis — (picoplano bigotudo occidental); - Platyrinchus coronatus — picoplano coronado; - Platyrinchus flavigularis — picoplano gorgiamarillo; - Platyrinchus platyrhynchos — picoplano crestiblanco; - Platyrinchus leucoryphus — picoplano alirrufo. |

### Subfamilia Tyranninae
| Imagen | Género / Autor                                                   | Especies / Nombres comunes |
| ------ | ---------------------------------------------------------------- | --- |
|        | Tachuris Lafresnaye, 1836                                        | - Tachuris rubrigastra — sietecolores. |
|        | Mionectes Cabanis, 1844                                          | - Mionectes striaticollis — mosquero gorgiestriado; - Mionectes olivaceus — mosquero oliváceo; - Mionectes galbinus — (mosquero rayadito); - Mionectes oleagineus — mosquero aceitunado; - Mionectes macconnelli — mosquero de McConnell; - Mionectes roraimae — (mosquero de Sierra de Lema); - Mionectes rufiventris — mosquero ladrillito. |
|        | Leptopogon Cabanis, 1844                                         | - Leptopogon amaurocephalus — orejero coronipardo; - Leptopogon superciliaris — orejero coronigrís; - Leptopogon (superciliaris) albidiventer — (orejero ventriblanco). - Leptopogon rufipectus, orejero pechirrufo; - Leptopogon taczanowskii — orejero inca. |
|        | Pogonotriccus Cabanis & Heine Sr., 1859                          | - Pogonotriccus difficilis — orejerito de Serra do Mar; - Pogonotriccus eximius — orejerito cejudo; - Pogonotriccus ophthalmicus — orejerito jaspeado; - Pogonotriccus lanyoni — orejerito antioqueño; - Pogonotriccus paulista — orejerito de Sao Paulo; - Pogonotriccus poecilotis — orejerito variegado; - Pogonotriccus venezuelanus — orejerito venezolano; - Pogonotriccus orbitalis — orejerito de anteojos; - Pogonotriccus chapmani — orejerito de Chapman. |
|        | Phylloscartes Cabanis & Heine Sr., 1859                          | - Phylloscartes oustaleti — orejerito de Oustalet; - Phylloscartes flavovirens — orejerito verdiamarillo; - Phylloscartes virescens — orejerito verdoso; - Phylloscartes ventralis — orejerito oliváceo; - Phylloscartes beckeri — orejerito de Bahía; - Phylloscartes kronei — orejerito de restinga; - Phylloscartes sylviolus — orejerito ojirrojo; - Phylloscartes ceciliae — orejerito de Alagoas; - Phylloscartes roquettei — orejerito de Minas Gerais; - Phylloscartes superciliaris — orejerito cejirrufo; - Phylloscartes nigrifrons — orejerito frentinegro; - Phylloscartes flaviventris — orejerito amarillo; - Phylloscartes gualaquizae — orejerito ecuatoriano; - Phylloscartes parkeri — orejerito de Parker. |
|        | Pseudotriccus Taczanowski & Berlepsch, 1885                      | - Pseudotriccus pelzelni — tiranuelo bronceado; - Pseudotriccus simplex — tiranuelo simple; - Pseudotriccus ruficeps — tiranuelo cabecirrojo. |
|        | Corythopis Sundevall, 1836                                       | - Corythopis torquatus — mosquero terrestre norteño; - Corythopis delalandi — mosquero terrestre sureño. |
|        | Myiornis W. Bertoni, 1901                                        | - Myiornis auricularis — mosqueta enana; - Myiornis albiventris — mosqueta ventriblanca; - Myiornis atricapillus — mosqueta capirotada; - Myiornis ecaudatus — mosqueta colicorta. |
|        | Lophotriccus Berlepsch, 1884                                     | - Lophotriccus pileatus — cimerillo andino; - Lophotriccus vitiosus — cimerillo bilistado; - Lophotriccus eulophotes — cimerillo crestilargo; - Lophotriccus galeatus — cimerillo de casquete. |
|        | Atalotriccus Ridgway, 1905                                       | - Atalotriccus pilaris — mosquerito ojiblanco. |
|        | Oncostoma P.L. Sclater, 1862                                     | - Oncostoma cinereigulare — mosquerito piquicurvo norteño; - Oncostoma olivaceum — mosquerito piquicurvo sureño. |
|        | Hemitriccus Cabanis & Heine Sr., 1859                            | - Hemitriccus minor — titirijí de Snethlage; - Hemitriccus spodiops — titirijí boliviano; - Hemitriccus cohnhafti — (titirijí de Acre); - Hemitriccus flammulatus — titirijí flamulado; - Hemitriccus diops — titirijí pechigrís; - Hemitriccus obsoletus — titirijí pechipardo; - Hemitriccus josephinae — titirijí de Josefina; - Hemitriccus zosterops — titirijí ojiblanco; - Hemitriccus griseipectus — titirijí ventriblanco; - Hemitriccus orbitatus — titirijí de anteojos; - Hemitriccus iohannis — titirijí de Johannes; - Hemitriccus striaticollis — titirijí gorgiestriado; - Hemitriccus nidipendulus — titirijí de Wied; - Hemitriccus margaritaceiventer — titirijí perlado; - Hemitriccus inornatus — titirijí de Pelzeln; - Hemitriccus minimus — titirijí de Zimmer; - Hemitriccus granadensis — titirijí gorginegro; - Hemitriccus cinnamomeipectus — titirijí pechicanelo; - Hemitriccus mirandae — titirijí de Miranda; - Hemitriccus kaempferi — titirijí de Kaempfer; - Hemitriccus rufigularis — titirijí gorgirrufo; - Hemitriccus furcatus — titirijí tijereta. |
|        | Poecilotriccus Berlepsch, 1884                                   | - Poecilotriccus ruficeps, titirijí capirrufo; - Poecilotriccus luluae, titirijí de Lulu; - Poecilotriccus albifacies — titirijí cariblanco; - Poecilotriccus capitalis — titirijí pío; - Poecilotriccus senex — titirijí carirrosa; - Poecilotriccus russatus — titirijí bermejo; - Poecilotriccus plumbeiceps — titirijí cabecicanela; - Poecilotriccus fumifrons — titirijí frentigrís; - Poecilotriccus latirostris — titirijí frentirrojo; - Poecilotriccus sylvia — titirijí gris; - Poecilotriccus calopterus — titirijí alidorado; - Poecilotriccus pulchellus — titirijí dorsinegro. |
|        | Taeniotriccus Berlepsch & Hartert, 1902                          | - Taeniotriccus andrei — mosquero pechinegro. |
|        | Todirostrum Lesson, 1830                                         | - Todirostrum maculatum — titirijí moteado; - Todirostrum poliocephalum — titirijí cabecigrís; - Todirostrum viridanum — titirijí de Maracaibo; - Todirostrum nigriceps — titirijí cabecinegro; - Todirostrum pictum — titirijí pintado; - Todirostrum cinereum — titirijí común; - Todirostrum chrysocrotaphum — titirijí cejiamarillo. |
|        | Cnipodectes P.L. Sclater & Salvin, 1873                          | - Cnipodectes subbrunneus — mosquero pardo; - Cnipodectes superrufus — mosquero rojizo. |
|        | Rhynchocyclus Cabanis & Heine Sr., 1860                          | - Rhynchocyclus brevirostris — picoplano de anteojos; - Rhynchocyclus olivaceus — picoplano oliváceo; - Rhynchocyclus aequinoctialis — (picoplano equinoccial); - Rhynchocyclus pacificus — picoplano del Pacífico; - Rhynchocyclus fulvipectus — picoplano pechirrufo. |
|        | Tolmomyias Hellmayr, 1927                                        | - Tolmomyias sulphurescens — picoplano sulfuroso; - Tolmomyias traylori — picoplano ojinaranja; - Tolmomyias flavotectus — (picoplano aliamarillo del Pacífico); - Tolmomyias assimilis — picoplano aliamarillo; - Tolmomyias (assimilis) sucunduri — (picoplano del Sucunduri); - Tolmomyias poliocephalus — picoplano cabecigrís; - Tolmomyias viridiceps — (picoplano cabeciverde); - Tolmomyias flaviventris — picoplano pechiamarillo. |
|        | Pyrrhomyias Cabanis & Heine Sr., 1859                            | - Pyrrhomyias cinnamomeus — birro chico. |
|        | Hirundinea d'Orbigny & Lafresnaye, 1837                          | - Hirundinea ferruginea — birro común; - Hirundinea (ferruginea) bellicosa — birro belicoso. |
|        | Myiotriccus Ridgway, 1905                                        | - Myiotriccus ornatus — mosquerito adornado (occidental); - Myiotriccus (ornatus) phoenicurus — (mosquerito adornado oriental). |
|        | Nephelomyias Ohlson, Fjeldså & Ericson, 2009                     | - Nephelomyias pulcher — mosquero hermoso; - Nephelomyias lintoni — mosquero de Linton; - Nephelomyias ochraceiventris — mosquero pechiocre. |
|        | Ornithion Hartalub, 1853                                         | - Ornithion inerme — mosquerito moteado; - Ornithion semiflavum — mosquerito ventriamarillo; - Ornithion brunneicapillus — mosquerito coronipardo. |
|        | Camptostoma P.L. Sclater, 1857                                   | - Camptostoma imberbe — mosquerito imberbe; - Camptostoma obsoletum — mosquerito silbón. |
|        | Suiriri d'Orbigny, 1840                                          | - Suiriri suiriri — fiofío suirirí. |
|        | Mecocerculus P.L. Sclater, 1862                                  | - Mecocerculus poecilocercus — piojito coliblanco; - Mecocerculus hellmayri — piojito de los pinos; - Mecocerculus stictopterus — piojito alifranjeado; - Mecocerculus leucophrys — piojito gargantilla; - Mecocerculus calopterus — piojito alirrufo; - Mecocerculus minor — piojito azufre. |
|        | Anairetes Reichenbach, 1850                                      | - Anairetes nigrocristatus — cachudito crestinegro; - Anairetes reguloides — cachudito crestiblanco; - Anairetes alpinus — cachudito pechicenizo; - Anairetes flavirostris — cachudito piquiamarillo; - Anairetes parulus — cachudito piquinegro; - Anairetes fernandezianus — cachudito de Juan Fernández. |
|        | Uromyias Hellmayr, 1927                                          | - Uromyias agilis — cachudito ágil; - Uromyias agraphia — cachudito liso. |
|        | Nesotriccus Townsend, 1895                                       | - Nesotriccus tumbezanus — (piojito de Tumbes); - Nesotriccus maranonicus — (piojito del Marañón); - Nesotriccus incomtus — (piojito simple); - Nesotriccus ridgwayi — mosquerito del coco; - Nesotriccus murinus — piojito pardo. |
|        | Capsiempis Cabanis & Heine Sr., 1859                             | - Capsiempis flaveola — mosquerito amarillo. |
|        | Polystictus Reichenbach, 1850                                    | - Polystictus pectoralis — tachurí barbado; - Polystictus superciliaris — tachurí gris. |
|        | Culicivora Swainson, 1827                                        | - Culicivora caudacuta — tachurí coludo. |
|        | Pseudocolopteryx Lillo, 1905                                     | - Pseudocolopteryx sclateri — doradito copetón; - Pseudocolopteryx dinelliana — doradito tucumano; - Pseudocolopteryx acutipennis — doradito oliváceo; - Pseudocolopteryx flaviventris — doradito común; - Pseudocolopteryx citreola — (doradito limón). |
|        | Tyrannulus Vieillot, 1816                                        | - Tyrannulus elatus — mosquerito coronado. |
|        | Myiopagis Salvin & Godman, 1888                                  | - Myiopagis gaimardii — fiofío selvático; - Myiopagis parambae — (fiofío gris del Chocó); - Myiopagis cinerea — (fiofío gris amazónico); - Myiopagis olallai — fiofío submontano; - Myiopagis caniceps — fiofío gris; - Myiopagis subplacens — fiofío del Pacífico; - Myiopagis flavivertex — fiofío coroniamarillo; - Myiopagis cotta — fiofío jamaicano; - Myiopagis viridicata — fiofío verdoso. |
|        | Elaenia Sundevall, 1836                                          | - Elaenia cristata — fiofío crestado; - Elaenia ruficeps — fiofío crestirrufo; - Elaenia strepera — fiofío plomizo; - Elaenia strepera — fiofío plomizo; - Elaenia gigas — fiofío gigante; - Elaenia sordida — (fiofío brasileño); - Elaenia dayi — fiofío de Day; - Elaenia obscura — fiofío oscuro; - Elaenia flavogaster — fiofío ventriamarillo; - Elaenia parvirostris — fiofío piquicorto; - Elaenia pelzelni — fiofío pardo; - Elaenia spectabilis — fiofío grande; - Elaenia ridleyana — fiofío de Noronha; - Elaenia mesoleuca — fiofío oliváceo; - Elaenia chiriquensis — fiofío belicoso; - Elaenia brachyptera — (fiofío de Coopmans); - Elaenia albiceps — fiofío crestiblanco; - Elaenia (albiceps) chilensis — (fiofío chileno); - Elaenia pallatangae — fiofío de Pallatanga; - Elaenia frantzii — fiofío montano; - Elaenia olivina — (fiofío de tepuí); - Elaenia martinica — fiofío caribeño; - Elaenia fallax — fiofío canoso; - Elaenia (fallax) cherrie — (fiofío canoso de La Española);                                                                            |
|        | Serpophaga Gould, 1839                                           | - Serpophaga cinerea — piojito guardarríos; - Serpophaga nigricans — piojito gris; - Serpophaga hypoleuca — piojito ribereño; - Serpophaga subcristata — piojito tiquitiqui; - Serpophaga griseicapilla — (piojito de coronilla gris). |
|        | Phyllomyias Cabanis & Heine Sr., 1849                            | - Phyllomyias zeledoni — (mosquerito de Zeledón); - Phyllomyias burmeisteri — mosquerito de Burmeister; - Phyllomyias virescens — mosquerito verdoso; - Phyllomyias reiseri — mosquerito de Reiser; - Phyllomyias urichi — mosquerito de Paria; - Phyllomyias sclateri — mosquerito de Sclater; - Phyllomyias fasciatus — mosquerito oliváceo; - Phyllomyias weedeni — mosquerito de las yungas; - Phyllomyias griseiceps — mosquerito cabecigrís; - Phyllomyias nigrocapillus — mosquerito capirotado; - Phyllomyias cinereiceps — mosquerito cenizo; - Phyllomyias uropygialis — mosquerito culirrufo; - Phyllomyias plumbeiceps — mosquerito coroniplomizo; - Phyllomyias griseocapilla — mosquerito coronigrís. |
|        | Zimmerius Traylor, 1977                                          | - Zimmerius cinereicapilla — mosquerito piquirrojo; - Zimmerius villarejoi — mosquerito de Villarejo; - Zimmerius chicomendesi — (mosquerito de Chico Mendes); - Zimmerius acer — (mosquerito guayanés); - Zimmerius vilissimus — mosquerito centroamericano; - Zimmerius parvus — (mosquerito menor); - Zimmerius albigularis — (mosquerito del Chocó); - Zimmerius improbus — (mosquerito serrano); - Zimmerius chrysops — mosquerito caridorado; - Zimmerius (chrysops) minimus — (mosquerito de Coopmans); - Zimmerius viridiflavus — mosquerito peruano; - Zimmerius (viridiflavus) flavidifrons — (mosquerito de Loja); - Zimmerius bolivianus — mosquerito boliviano; - Zimmerius petersi — (mosquerito venezolano); - Zimmerius gracilipes — mosquerito patifino. |
|        | Euscarthmus Wied-Neuwied, 1831                                   | - Euscarthmus fulviceps — (tiranuelo caripardo); - Euscarthmus meloryphus — tiranuelo copetón; - Euscarthmus rufomarginatus — tiranuelo flanquirrufo. |
|        | Pseudelaenia W. Lanyon, 1988                                     | - Pseudelaenia leucospodia — mosquerito blanquigrís. |
|        | Stigmatura P.L. Sclater & Salvin, 1866                           | - Stigmatura napensis — rabicano menor; - Stigmatura bahiae — (rabicano de Bahía); - Stigmatura budytoides — rabicano mayor; - Stigmatura (budytoides) gracilis — (rabicano mayor de la caatinga). |
|        | Inezia Cherrie, 1909                                             | - Inezia tenuirostris — piojito picofino; - Inezia inornata — piojito picudo; - Inezia subflava — piojito pantanero; - Inezia caudata — piojito coludo. |
|        | Myiophobus Reichenbach, 1850                                     | - Myiophobus flavicans — mosquero amarillo; - Myiophobus phoenicomitra — mosquero crestinaranja; - Myiophobus inornatus — mosquero sencillo; - Myiophobus roraimae — mosquero del Roraima; - Myiophobus cryptoxanthus — mosquero pechioliva; - Myiophobus fasciatus — mosquero estriado; - Myiophobus crypterythrus — (mosquero grisáceo); - Myiophobus rufescens — mosquero rojizo. |
|        | Lathrotriccus W. Lanyon & S. Lanyon, 1986                        | - Lathrotriccus euleri — mosquero de Euler; - Lathrotriccus griseipectus — mosquero pechigrís. |
|        | Aphanotriccus Ridgway, 1905                                      | - Aphanotriccus capitalis — mosquero pechileonado; - Aphanotriccus audax — mosquero piquinegro. |
|        | Xenotriccus Dwight & Griscom, 1927                               | - Xenotriccus callizonus — mosquero fajado; - Xenotriccus mexicanus — mosquero del Balsas. |
|        | Mitrephanes Coues, 1882                                          | - Mitrephanes phaeocercus — mosquero moñudo común; - Mitrephanes olivaceus — mosquero moñudo oliváceo. |
|        | Contopus Cabanis, 1855                                           | - Contopus cooperi — pibí boreal; - Contopus ochraceus — pibí ocráceo; - Contopus pertinax — pibí tengofrío; - Contopus lugubris — pibí oscuro; - Contopus fumigatus — pibí ahumado; - Contopus pallidus — pibí jamaicano; - Contopus punensis — (pibí tropical occidental); - Contopus albogularis — pibí gorgiblanco; - Contopus nigrescens — pibí negruzco; - Contopus cinereus — pibí tropical (sureño); - Contopus sordidulus — pibí occidental; - Contopus bogotensis — (pibí tropical norteño); - Contopus virens — pibí oriental; - Contopus caribaeus — pibí cubano; - Contopus hispaniolensis— pibí de La Española; - Contopus latirostris — pibí puertorriqueño. |
|        | Cnemotriccus Hellmayr, 1927                                      | - Cnemotriccus fuscatus — mosquero parduzco. |
|        | Empidonax Cabanis, 1855                                          | - Empidonax flaviventris — mosquero ventriamarillo; - Empidonax virescens — mosquero verdoso; - Empidonax alnorum — mosquero alisero; - Empidonax traillii — mosquero saucero; - Empidonax albigularis — mosquero gorgiblanco; - Empidonax minimus — mosquero mínimo; - Empidonax hammondii — mosquero de Hammond; - Empidonax wrightii — mosquero gris; - Empidonax oberholseri — mosquero oscuro; - Empidonax affinis — mosquero de los pinos; - Empidonax difficilis — mosquero del Pacífico; - Empidonax (difficilis) occidentalis — mosquero cordillerano; - Empidonax flavescens — mosquero amarillento; - Empidonax fulvifrons — mosquero pechicanelo; - Empidonax atriceps — mosquero cabecinegro. |
|        | Sayornis Bonaparte, 1854                                         | - Sayornis phoebe — mosquero fibí; - Sayornis nigricans — mosquero negro; - Sayornis saya — mosquero llanero. |
|        | Guyramemua Lopes, Chaves, de Aquino, Silveira y dos Santos, 2017 | - Guyramemua affine — fiofío de la chapada. |
|        | Sublegatus P.L. Sclater & Salvin, 1868                           | - Sublegatus arenarum — mosquero matorralero norteño; - Sublegatus obscurior — mosquero matorralero amazónico; - Sublegatus modestus — mosquero matorralero sureño. |
|        | Pyrocephalus Gould, 1839                                         | - Pyrocephalus rubinus — mosquero cardenal (austral); - Pyrocephalus (rubinus) obscurus — (mosquero cardenal común); - Pyrocephalus nanus — (mosquero de Galápagos); - † Pyrocephalus (rubinus) dubius — (mosquero de San Cristóbal); |
|        | Lessonia Swainson, 1832                                          | - Lessonia oreas — negrito andino; - Lessonia rufa — negrito austral, colegial. |
|        | Knipolegus F. Boie, 1826                                         | - Knipolegus orenocensis — viudita ribereña (del Orinoco); - Knipolegus (orenocensis) sclateri — (viudita ribereña del Amazonas); - Knipolegus poecilurus — viudita colirrufa; - Knipolegus poecilocercus — viudita amazónica; - Knipolegus franciscanus — (viudita de la caatinga); - Knipolegus lophotes — viudita copetona; - Knipolegus nigerrimus — viudita aterciopelada; - Knipolegus signatus — viudita andina; - Knipolegus cabanisi — (viudita plomiza); - Knipolegus cyanirostris — viudita picoceleste; - Knipolegus striaticeps — viudita chaqueña; - Knipolegus aterrimus — viudita aliblanca; - Knipolegus (aterrimus) heterogyna — (viudita del Marañón); - Knipolegus hudsoni — viudita patagona. |
|        | Hymenops Lesson, 1828                                            | - Hymenops perspicillatus — viudita picoplata. |
|        | Ochthornis P.L. Sclater, 1888                                    | - Ochthornis littoralis — mosquerito guardaríos. |
|        | Satrapa Strickland, 1844                                         | - Satrapa icterophrys — mosquero cejiamarillo. |
|        | Syrtidicola Chesser, Harvey, Brumfield & Derryberry, 2020        | - Syrtidicola fluviatilis — dormilona enana. |
|        | Muscisaxicola d’Orbigny & Lafresnaye, 1837                       | - Muscisaxicola maculirostris — dormilona chica; - Muscisaxicola griseus — dormilona de Taczanowski; - Muscisaxicola juninensis — dormilona puneña; - Muscisaxicola cinereus — dormilona cenicienta; - Muscisaxicola albifrons — dormilona gigante; - Muscisaxicola flavinucha — dormilona fraile; - Muscisaxicola rufivertex — dormilona nuquirroja; - Muscisaxicola (rufivertex) occipitalis — (dormilona nuquiparda); - Muscisaxicola maclovianus — dormilona carinegra; - Muscisaxicola albilora — dormilona cejiblanca; - Muscisaxicola alpinus — dormilona gris; - Muscisaxicola capistratus — dormilona canela; - Muscisaxicola frontalis — dormilona frentinegra. |
|        | Cnemarchus Ridgway, 1905                                         | - Cnemarchus erythropygius — birro culirrojo; - Cnemarchus rufipennis — birro alirrufo. |
|        | Pyrope Cabanis & Heine Sr., 1859                                 | - Pyrope pyrope — diucón. |
|        | Xolmis F. Boie, 1826                                             | - Xolmis velatus — monjita velada; - Xolmis irupero — monjita blanca. |
|        | Nengetus Swainson, 1827                                          | - Nengetus cinereus — monjita gris. |
|        | Neoxolmis Helmayr, 1927                                          | - Neoxolmis coronatus — monjita coronada; - Neoxolmis rufiventris — monjita chocolate; - Neoxolmis rubetra — monjita castaña; - Neoxolmis salinarum — monjita salinera. |
|        | Agriornis Gould, 1839                                            | - Agriornis montanus — gaucho serrano; - Agriornis albicauda — gaucho andino; - Agriornis lividus — gaucho grande; - Agriornis micropterus — gaucho gris; - Agriornis murinus — gaucho chico. |
|        | Myiotheretes Reichenbach, 1850                                   | - Myiotheretes striaticollis — birro grande; - Myiotheretes pernix — birro de Santa Marta; - Myiotheretes fumigatus — birro ahumado; - Myiotheretes fuscorufus — birro ventrirrufo. |
|        | Arundinicola d'Orbigny, 1840                                     | - Arundinicola leucocephala — viudita cabeciblanca. |
|        | Fluvicola Swainson, 1827                                         | - Fluvicola pica — viudita pía; - Fluvicola albiventer — viudita dorsinegra; - Fluvicola nengeta — viudita enmascarada. |
|        | Muscipipra Lesson, 1831                                          | - Muscipipra vetula — viudita coluda. |
|        | Gubernetes Such, 1825                                            | - Gubernetes yetapa — yetapá grande. |
|        | Heteroxolmis W. Lanyon, 1986                                     | - Heteroxolmis dominicana — monjita dominicana. |
|        | Alectrurus Vieillot, 1816                                        | - Alectrurus tricolor — yetapá chico; - Alectrurus risora — yetapá acollarado. |
|        | Silvicultrix W. Lanyon, 1986                                     | - Silvicultrix frontalis — pitajo coronado - Silvicultrix (frontalis) spodionota — (pitajo peruano o de Kalinowski); - Silvicultrix jelskii — pitajo de Jelski; - Silvicultrix diadema — pitajo diademado; - Silvicultrix pulchella — pitajo cejidorado. |
|        | Colorhamphus Sundevall, 1872                                     | - Colorhamphus parvirostris — peutrén. |
|        | Ochthoeca Cabanis, 1847                                          | - Ochthoeca salvini — pitajo de Tumbes. - Ochthoeca cinnamomeiventris — pitajo negro; - Ochthoeca nigrita — (pitajo negro); - Ochthoeca thoracica — (pitajo pechicastaño); - Ochthoeca rufipectoralis — pitajo pechirrufo; - Ochthoeca fumicolor — pitajo dorsipardo; - Ochthoeca superciliosa — pitajo cejirrojo; - Ochthoeca oenanthoides — pitajo canela; - Ochthoeca piurae — pitajo del Piura; - Ochthoeca leucophrys — pitajo gris. |
|        | Colonia J.E. Gray, 1828                                          | - Colonia colonus — mosquero colilargo. |
|        | Muscigralla d'Orbigny & Lafresnaye, 1837                         | - Muscigralla brevicauda — dormilona colicorta. |
|        | Ramphotrigon G.R. Gray, 1855                                     | - Ramphotrigon megacephalum — picoplano cabezón; - Ramphotrigon ruficauda — picoplano colirrufo; - Ramphotrigon flammulatum — copetón piquiplano;. - Ramphotrigon fuscicauda — picoplano colioscuro. |
|        | Attila Lesson, 1831                                              | - Attila phoenicurus — atila cabecigrís; - Attila cinnamomeus — atila canelo; - Attila torridus — atila ocre; - Attila citriniventris — atila citrino; - Attila spadiceus — atila polimorfo; - Attila bolivianus — atila ojiblanco; - Attila rufus — atila encapuchado. |
|        | Sirystes Cabanis & Heine Sr., 1859                               | - Sirystes sibilator — mosquero silbador; - Sirystes albogriseus — (mosquero del Chocó); - Sirystes albocinereus — (mosquero culiblanco); - Sirystes subcanescens — (mosquero canoso). |
|        | Casiornis Des Murs, 1856                                         | - Casiornis rufus — burlisto castaño; - Casiornis fuscus — burlisto gorgigrís. |
|        | Rhytipterna Reichenbach, 1850                                    | - Rhytipterna holerythra — plañidera rojiza; - Rhytipterna simplex — plañidera gris; - Rhytipterna immunda — plañidera pálida. |
|        | Myiarchus Cabanis, 1844                                          | - Myiarchus semirufus — copetón rufo; - Myiarchus yucatanensis — copetón yucateco; - Myiarchus barbirostris — copetón jamaicano; - Myiarchus tuberculifer — copetón capirotado; - Myiarchus swainsoni — copetón de Swainson; - Myiarchus venezuelensis — copetón venezolano; - Myiarchus panamensis — copetón panameño; - Myiarchus ferox — copetón feroz; - Myiarchus cephalotes — copetón montañero; - Myiarchus phaeocephalus — copetón tiznado; - Myiarchus apicalis — copetón apical; - Myiarchus cinerascens — copetón cenizo; - Myiarchus nuttingi — copetón de Nutting; - Myiarchus crinitus — copetón viajero; - Myiarchus tyrannulus — copetón tiranillo; - Myiarchus nugator — copetón de Granada; - Myiarchus magnirostris — copetón de Galápagos; - Myiarchus validus — copetón colirrufo; - Myiarchus sagrae — copetón de la Sagra; - Myiarchus stolidus — copetón bobito; - Myiarchus oberi — copetón de Ober; - Myiarchus antillarum — copetón puertorriqueño. |
|        | Machetornis G.R. Gray, 1841                                      | Machetornis rixosa — picabuey. |
|        | Philohydor W. Lanyon, 1984                                       | - Philohydor lictor — bienteveo chico. |
|        | Pitangus Swainson, 1827                                          | - Pitangus sulphuratus — bienteveo común. |
|        | Megarynchus Thunberg, 1824                                       | - Megarynchus pitangua — bienteveo pitanguá. |
|        | Myiozetetes P.L. Sclater, 1859                                   | - Myiozetetes cayanensis — bienteveo alicastaño; - Myiozetetes similis — bienteveo sociable; - Myiozetetes granadensis — bienteveo cabecigrís; - Myiozetetes luteiventris — bienteveo pechioscuro. |
|        | Phelpsia W. Lanyon, 1984                                         | - Phelpsia inornata — bienteveo barbiblanco. |
|        | Conopias Cabanis & Heine Sr., 1859                               | - Conopias albovittatus — bienteveo del Chocó; - Conopias trivirgatus — bienteveo trilistado; - Conopias parvus — bienteveo guayanés; - Conopias cinchoneti — bienteveo cejiamarillo. |
|        | Myiodynastes Bonaparte, 1857                                     | - Myiodynastes hemichrysus — bienteveo ventridorado; - Myiodynastes chrysocephalus — bienteveo coronidorado; - Myiodynastes bairdii — bienteveo de Baird; - Myiodynastes maculatus — bienteveo rayado (septentrional); - Myiodynastes (maculatus) solitarius — (bienteveo rayado meridional); - Myiodynastes luteiventris — bienteveo ventriazufrado. |
|        | Legatus P.L. Sclater, 1859                                       | - Legatus leucophaius — mosquero pirata. |
|        | Empidonomus Cabanis & Heine Sr., 1859                            | - Empidonomus varius — tuquito rayado. |
|        | Griseotyrannus W. Lanyon, 1884                                   | - Griseotyrannus aurantioatrocristatus — tuquito gris. |
|        | Tyrannopsis Ridgway, 1905                                        | - Tyrannopsis sulphurea — tirano palmero. |
|        | Tyrannus Lacépède, 1799                                          | - Tyrannus niveigularis — tirano gorginíveo; - Tyrannus albogularis — tirano gorgiblanco; - Tyrannus melancholicus — tirano melancólico; - Tyrannus couchii — tirano silbador; - Tyrannus vociferans — tirano gritón; - Tyrannus crassirostris — tirano piquigrueso; - Tyrannus verticalis — tirano occidental; - Tyrannus tyrannus — tirano oriental; - Tyrannus dominicensis — tirano dominicano; - Tyrannus caudifasciatus — tirano guatíbere; - Tyrannus cubensis — tirano cubano; - Tyrannus forficatus — tijereta rosada; - Tyrannus savana — tijereta sabanera; - Tyrannus (savana) monachus — tijereta gris. |

## Géneros y especies anteriormente incluidos en esta familia
Los anambés (Pachyramphus y Xenopsaris), titiras (Tityra), y plañideras  (Laniocera) se asignaron en el pasado a la familia Cotingidae y a Tyrannidae pero hay acuerdo ahora en las varias taxonomías en incluirlos en su propia familia, Tityridae. La Propuesta N° 313 al SACC, siguiendo los estudios de filogenia molecular de Ohlson et al. (2007), aprobó la adopción de la nueva familia Tityridae, incluyendo éstos y otros géneros.
La taxonomía de las especies de los géneros Onychorhynchus, Myiobius y Terenotriccus siempre fue muy controvertida, y originalmente fueron situadas en esta familia Tyrannidae; otras clasificaciones las sitúan actualmente en la familia Oxyruncidae, como Clements Checklist/eBird o en Tityridae, como el Congreso Ornitológico Internacional (IOC) y Aves del Mundo, esta última como una subfamilia Onychorhynchinae, siguiendo los estudios genético-moleculares de Ohlson et al. (2008) y Tello et al. (2009), Los estudios de Ohlson et al. (2013). sitúan a estos tres géneros en una nueva  familia propuesta Onychorhynchidae. El Comité Brasileño de Registros Ornitológicos (CBRO) y Avibase ya adoptan dicha familia. El Comité de Clasificación de Sudamérica (SACC), con base en los estudios citados y en las evidencias presentadas en el estudio de Oliveros et al. (2019), que demostraron que los géneros Onychorhynchus y Myiobius divergieron del resto de Tyrannidae alrededor de 23 mya (millones de años atrás) en el Mioceno temprano, finalmente aprobó la nueva familia en la parte A de la Propuesta no 827.